# Laurence Gavron
Pour les articles homonymes, voir Gavron.
Laurence Gavron, née le 3 mai 1955 à Paris où elle est morte le 14 septembre 2023,, est une cinéaste, scénariste, photographe et femme de lettres franco-sénégalaise.

## Biographie
En 1977, Laurence Gavron soutient un mémoire de maîtrise de lettres modernes, option cinéma, à l'université Paris 3, intitulé Aspects du thème de l'errance dans le cinéma américain.
Elle commence sa carrière en écrivant sur le cinéma dans divers journaux et revues, puis travaille pour la télévision, en particulier comme assistante puis journaliste et réalisatrice sur Cinéma, Cinémas, Étoiles et Toiles, Métropolis, Absolument Cinéma, Après la sortie, etc.
Elle est l'auteur d'un ouvrage, écrit en collaboration avec Denis Lenoir, sur John Cassavetes (1986), du roman Marabouts d'ficelle (2000) et des romans policiers Boy Dakar (2008), Hivernage (2009) et Fouta Street (Le Masque, 2017), lauréat du prix du roman d'aventures. Elle a également publié de nombreux articles ou critiques de films dans divers périodiques, dont Positif, Cahiers du cinéma, Libération et Le Monde, et a réalisé de nombreux films documentaires et de fiction.
Elle vivait à Dakar depuis 2002 et a acquis la nationalité sénégalaise en 2008.

## Œuvres

### Romans
- 2000 : Marabouts d'ficelle
- 2008 : Boy Dakar
- 2009 : Hivernage
- 2017 : Fouta Street (Prix du roman d'aventures 2017)

### Critiques de cinéma (exemples)
- « Entretien avec John Cassavetes », in Positif, no 205, avril 1978, p. 23
- « Jean Rouch 'Revisited' », in On Film, no 8, printemps 1978
- « Le Walt Disney du Porno : Entretien avec Russ Meyer », in Cahiers du cinéma, Le Journal des Cahiers, 341, vi-vii, novembre 1982
- « Ouedraogo et sa 'grand-mère' d'Afrique », " in Libération, 12 mai 1989
- « Southern African Film Festival », in Film africain, 29, 1999, 31

### Films documentaires
- 1980 : Just like Eddie (portrait d'Eddie Constantine), 55 min
- 1991 : Ninki Nanka, le Prince de Colobane (portrait du cinéaste Djibril Diop Mambety), 45 min
- 1995 : Y'a pas de problème ! : fragments de cinémas africains, 66 min
- 1999 : Naar bi, loin du Liban (les Libanais au Sénégal), 40 min
- 2000 : Sur les traces des mangeurs de coquillages, 52 min (les fouilles archéologiques dans le Sine-Saloum)
- 2004 : Le Maître de la parole - El Hadj Ndiaga Mbaye, la mémoire du Sénégal (Ndiaga Mbaye, un célèbre griot) 55 min
- 2005 : Saudade à Dakar, 52 min (la communauté cap-verdienne établie à Dakar)
- 2006 : Samba Diabaré Samb, le gardien du temple (l'un des derniers griots du Sénégal) 68 min
- 2008 : Yandé Codou Sène, Diva Séeréer (la griotte de Senghor) 63 min
- 2008 : Assiko!
- 2015 : Juifs Noirs, les racines de l'olivier, 53 min
- 2016 : Si loin du Vietnam, 60 min
- 2022 : Le Père du marié, 14 min 45

### Courts-métrages de fiction
- 1981 : Fin de soirée, 12 min
- 1986 : Il maestro, 15 min, un des sept films composant le long-métrage Sept femmes, sept péchés

### Long-métrage de fiction
- 2020 : Hivernage, 80 min, d’après son roman éponyme

### Photographie
Le travail photographique de Laurence Gavron fait l'objet de plusieurs expositions au Sénégal. Ses thèmes en photographie sont e.a. : la culture du sel à Palmarin, les Peuls dans le Djolof et le Ferlo, le travail du coton au Sénégal oriental.
Expositions : Gorée, Regards sur cours (2006, 2013) ; Mairie de Dakar-Plateau (2006), Institut Goethe (2007), Cours Sainte-Marie de Hann (2007), Musée de la Femme Henriette Bathily à Gorée (2007), Institut français de Dakar (2011).